# Helina nepalica
Helina nepalica är en tvåvingeart som beskrevs av Shinonaga 1994. Helina nepalica ingår i släktet Helina och familjen husflugor.
Artens utbredningsområde är Nepal. Inga underarter finns listade i Catalogue of Life.